# Topson
Топиаc Таавитсайнен (фин. Topias Taavitsainen; род. 14 апреля 1998, Хаукипудас, Оулу) — финский профессиональный киберспортсмен по Dota 2, более известный под никнеймом Topson. Двукратный чемпион The International (2018 и 2019) в составе команды OG.

## Биография
Родился 14 апреля 1998 года в городе Хаукипудас. У Топиаса семь братьев и четыре сестры. Благодаря старшим братьям Топиас познакомился с Dota, когда ему было 8 лет.

## Карьера
Свою карьеру начал в 2016 году, играя в небольших турнирах. В 2017 году в составе сборной Финляндии отобрался на WESG 2017 где занял 9—12 место.
Перед открытыми отборочными на The International 2018 присоединился к команде OG. Преодолев путь через открытые и закрытые квалификации, команда отобралась на турнир. В гранд-финале OG победили PSG.LGD со счётом 3—2.
Во время сезона их состав менялся, но перед The International 2019 организация вернула чемпионский состав, который выиграл второй The International подряд. Это был первый случай когда команда по Dota 2 выигрывает два чемпионата подряд.
После этого команда неоднократно меняла состав, но повторить успех не смогла. На The International 2021 команда заняла 7—8 место. После турнира Топиас взял перерыв от киберспорта.
После 3 места на The International 2024 Topson закончил карьеру про-игрока.

## Результаты
| Место | Турнир                  | Дата          |
| 1     | The International 2018  | Август 2018   |
| 1     | The International 2019  | Август 2019   |
| 7—8   | The International 10    | Октябрь 2021  |
| 13—16 | The International 12    | Октябрь 2023  |
| 3     | ESL One Birmingham 2024 | Апрель 2024   |
| 4     | Riyadh Masters 2024     | Июль 2024     |
| 3     | The International 13    | Сентябрь 2024 |